# Omnem sollicitudinem
Omnem sollicitudinem ist eine Enzyklika (13. Mai 1874) von Papst Pius IX., er schrieb „über den Griechisch-ruthenischen Ritus“ und wandte sich deshalb auch nur an den ruthenischen Erzbischof und die ruthenischen  Bischöfe.

## Über die Ostkirchen
In seiner Begrüßungsformel fasste Pius IX. zusammen, dass er seit dem Beginn seines Pontifikates, in Übereinstimmung mit seinen Vorgängern, die gute Zusammenarbeit mit den Ostkirchen gepflegt habe und sich für die besondere katholische Liturgie eingesetzt habe, und er wies auf seine Enzyklika  „In suprema Petri“  vom 6. Januar 1848 hin. Ganz deutlich seien auch die Worte der Päpste gewesen, hierzu führte er Papst Clemens VIII. (Constitution „Magnus Dominus“ 1595), Paul V. (Päpstlicher Brief vom 10. Dezember 1615) und Benedikt XIV. (Enzykliken „Demandatam“ 1743 und „Allatae sunt“ 1755) an. Aber man habe, so schrieb der Papst, immer Sorge dafür getragen, dass sich in die Riten der Orientalischen Kirche keine gefährlichen und unziemlichen Abweichungen einschleichen.

## Warnung vor weiteren Schismen
Es galt deshalb, und das war auch der Anlass dieses Schreibens, auf schleichende Veränderungen aufmerksam zu machen, es sollte nicht zu weiteren Schismen kommen. Die Riten seien in ihrer Einheit als Ganzes zu betrachten, betont Pius IX., und er betrachtete die eigenartigen Anzeichen als Anlass seine Stimme zu erheben, um das „Böse“ von der Ruthenischen Kirche abzuwenden. Er sah auch die Kontroversen in der Kirchenprovinz von Lwow (Ukraine)  und verurteilte diese, der Papst unterstrich die wichtige Zusammenführung der rutherisch-griechischen Kirche, welche durch ein Dekret der Kongregation für die Ostkirchen am 6. Oktober 1863 genehmigt worden war. Aber auch die Unstimmigkeiten in den benachbarten Diözesen beunruhigten Pius IX., er warnte auch hier vor der Gefahr eines Schismas und rief zur Ordnung auf.

### Sorge über neue Schismen
Die anschwellenden Zustände in der Diözese Chelm (Polen) schmerzten den Papst besonders, war hier doch der von Rom eingesetzte Bischof abgesetzt worden und ein Pseudo-Verwalter installiert worden. Diesen habe man zwar seiner Würde enthoben, jedoch missachte er weiterhin die kirchliche Gerichtsbarkeit und habe in eigener Initiative die kanonische Liturgie verändert. In einem eigenen Rundschreiben habe er es gewagt, Veränderungen in der göttlichen Verehrung und Liturgie anzukündigen. Es liege somit kein Zweifel vor, hierbei handele es sich um ein Schisma in der Diözese Chelm. Pius IX. erklärte ausdrücklich, dass alle in diesem Rundbrief angekündigten Veränderungen für ungültig erklärt würden.

## Treue zu den Riten
Es habe immer Übereinstimmung darüber bestanden, dass die vereinbarten Riten, gemäß den Kanones der katholischen Kirche, niemals ohne die Zustimmung des Heiligen Stuhles verändert werden dürfen. Pius IX. schloss aber auch Veränderungen nicht aus, dann müssten sie jedoch in Übereinstimmung mit den Synoden und dem kanonischen Recht stehen. Die Vorgänge in Chelm bezeichnet er als den Beginn einer Ketzerei und ruft zur apostolischen Treue auf.